# Deflexula sprucei
Deflexula sprucei är en svampart som först beskrevs av Jean François Montagne, och fick sitt nu gällande namn av Rudolf Arnold Maas Geesteranus 1964. Deflexula sprucei ingår i släktet Deflexula och familjen mattsvampar.   Inga underarter finns listade i Catalogue of Life.